# Museum Gouda
Museum Gouda is een museum in de Nederlandse stad Gouda.

## Geschiedenis
Museum Gouda werd in 1874 opgericht als het Stedelijk Museum van Gouda door onder anderen stadstekenaar J.J. Bertelman en predikant J.N. Scheltema. Aanleiding was het zeshonderdjarig bestaan van de stad. Aan de inwoners werd gevraagd om het afstaan van voorwerpen die verbonden waren aan de geschiedenis van Gouda.
Het museum werd gevestigd in het gebouw Arti Legi op de Markt. In 1947 werd de collectie ondergebracht in het Catharina Gasthuis. De functie en geschiedenis van het Gasthuis zijn terug te vinden in verschillende ruimten: de Chirurgijnsgildekamer, de kamer waar de chirurgijns vergaderden sinds 1699, een compleet apothekersinterieur op de oorspronkelijke plek van de Goudse stadsapotheek en in de kelder van de Gasthuiskapel is een verzameling straf- en martelwerktuigen te zien. Deze werden vroeger op het stadhuis van Gouda gebruikt om straffen van burgers te beslechten. In deze kelder is ook een dolcel te vinden; psychiatrische patiënten werden hier in het verleden opgesloten.
In Museum Gouda zijn tevens 16e-eeuwse altaarstukken, 19e-eeuwse schilderijen uit de Artzeniuscollectie (Haagse School/School van Barbizon) en een collectie Gouds plateel te zien. Het museum bezit onder andere werken van schilders als Isaac Israëls (1865-1943), Willem Tholen (1860-1931), Pieter Pourbus (ca. 1523-1584), Odilon Redon (1840-1916) en Charles-François Daubigny (1817-1878).

### Plateel
Naast kunst- en stadshistorische voorwerpen beheert Museum Gouda een grote collectie plateel. Plateel is een soort aardewerk dat uiterlijk lijkt op porselein. Van oorsprong betekent plateel ‘gedecoreerd bord, vaas of schaal’. In 1898 werd in Gouda de Plateelbakkerij Zuid-Holland opgericht. Toen de productie van kleipijpen aan het begin van de 20e eeuw terugliep, begonnen de fabrikanten van deze pijpen in navolging van Zuid-Holland ook met de productie van sier- en gebruiksaardewerk en met succes. Vooral handbeschilderde producten uit de periode tot 1930 met karakteristieke, florale decoraties zijn erg populair. Daarnaast is er ook serviesgoed te vinden.
In het museum worden voorwerpen geëxposeerd van de zes belangrijkste Goudse aardewerkfabrieken: Plateelbakkerij Zuid-Holland, Goedewaagen, Ivora, Zenith, Regina en Flora. Ook zijn er voorbeelden van de Plateelbakkerij Schoonhoven te zien.

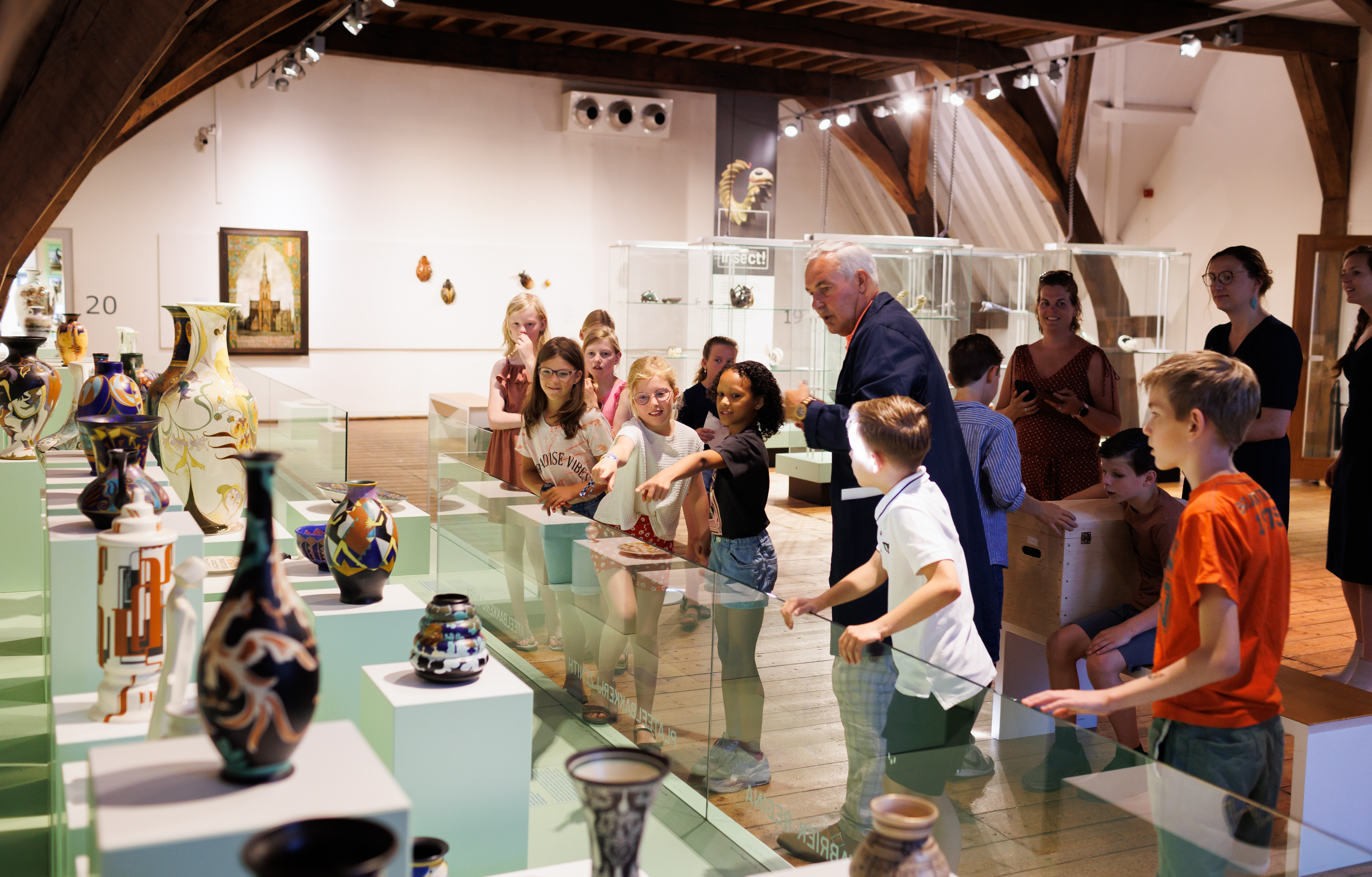
Gouds plateel te zien in Museum Gouda
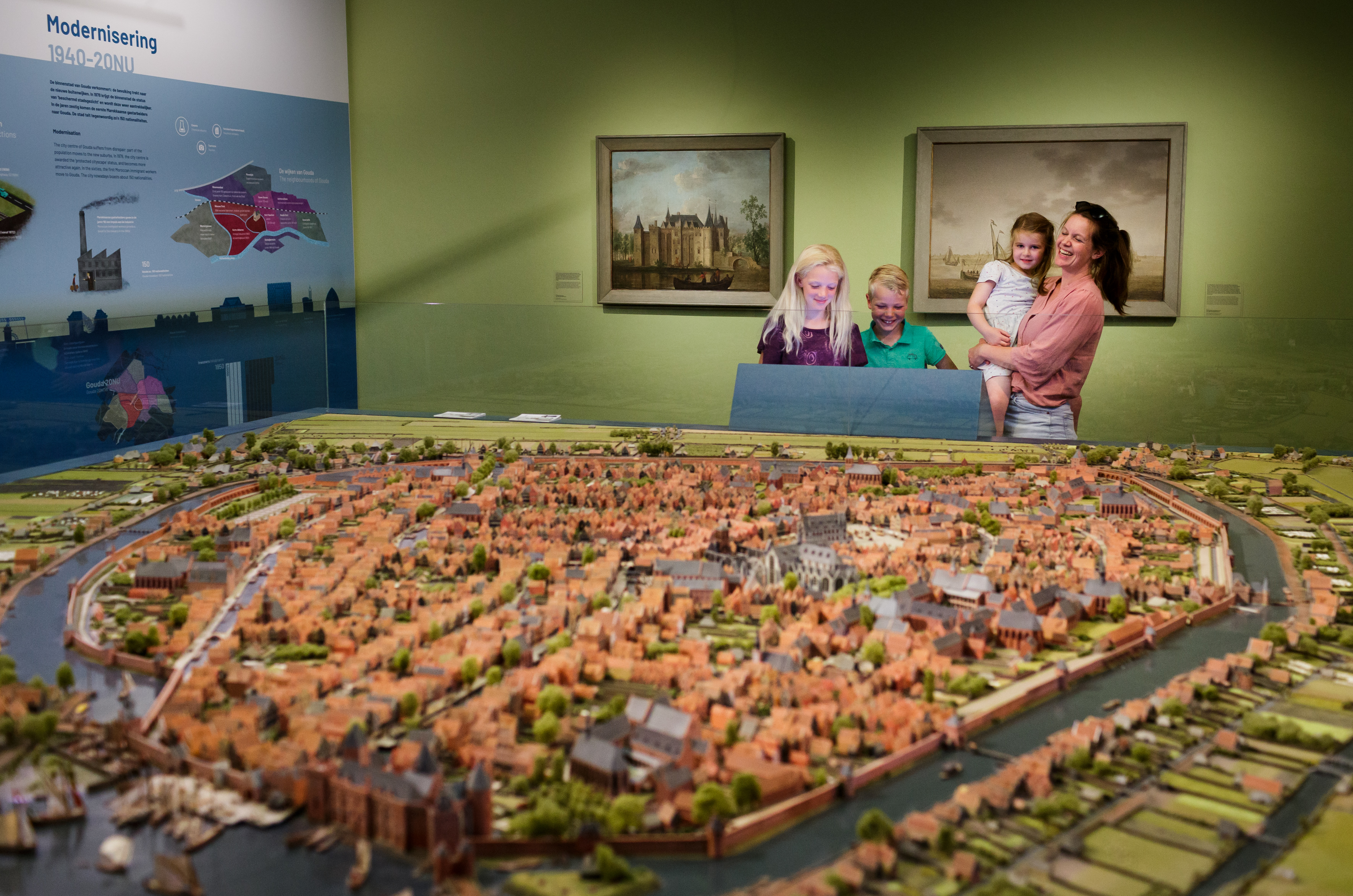
Interactieve maquette van Gouda
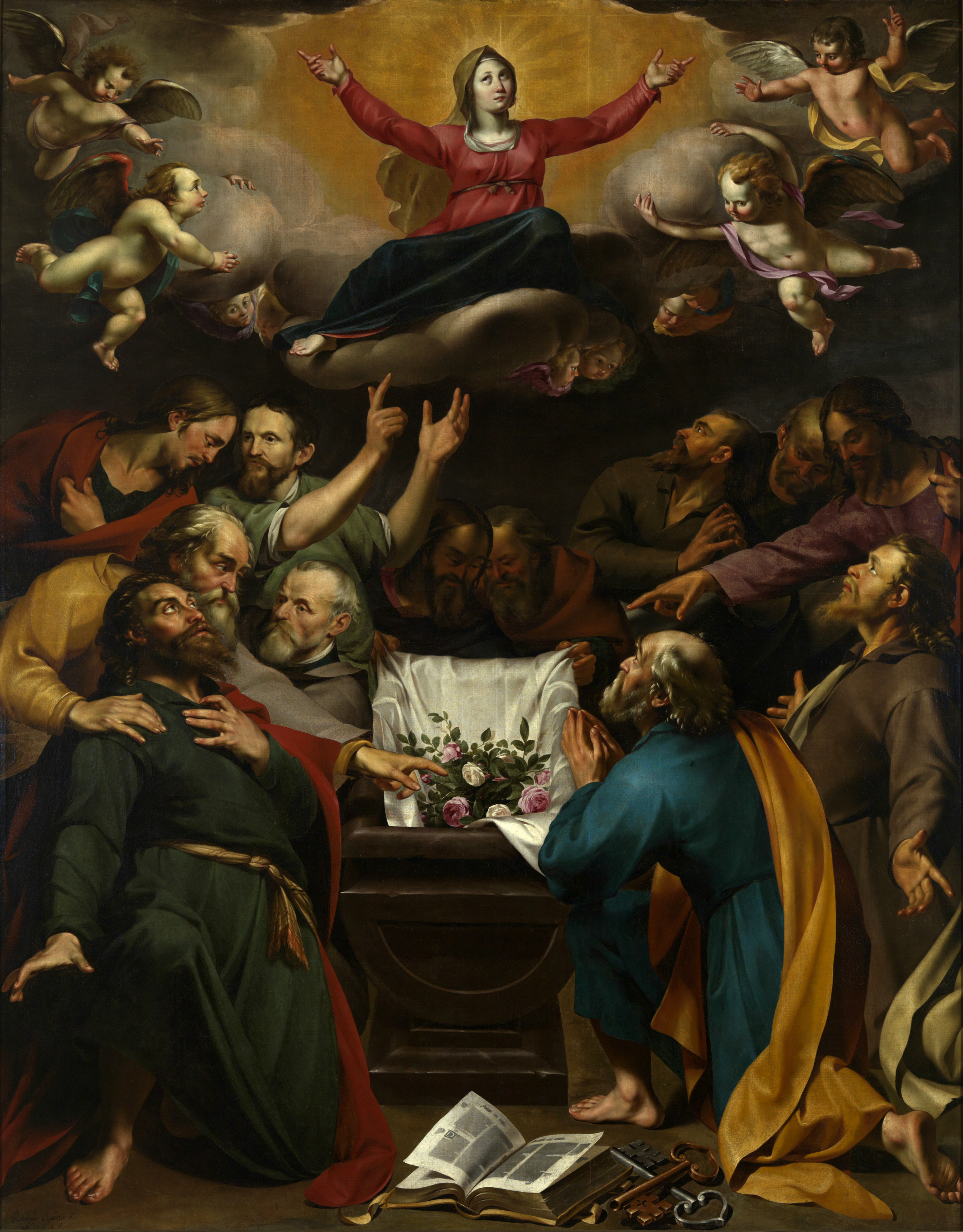
Altaarstuk van Wouter Pietersz II Crabeth in het Museum Gouda
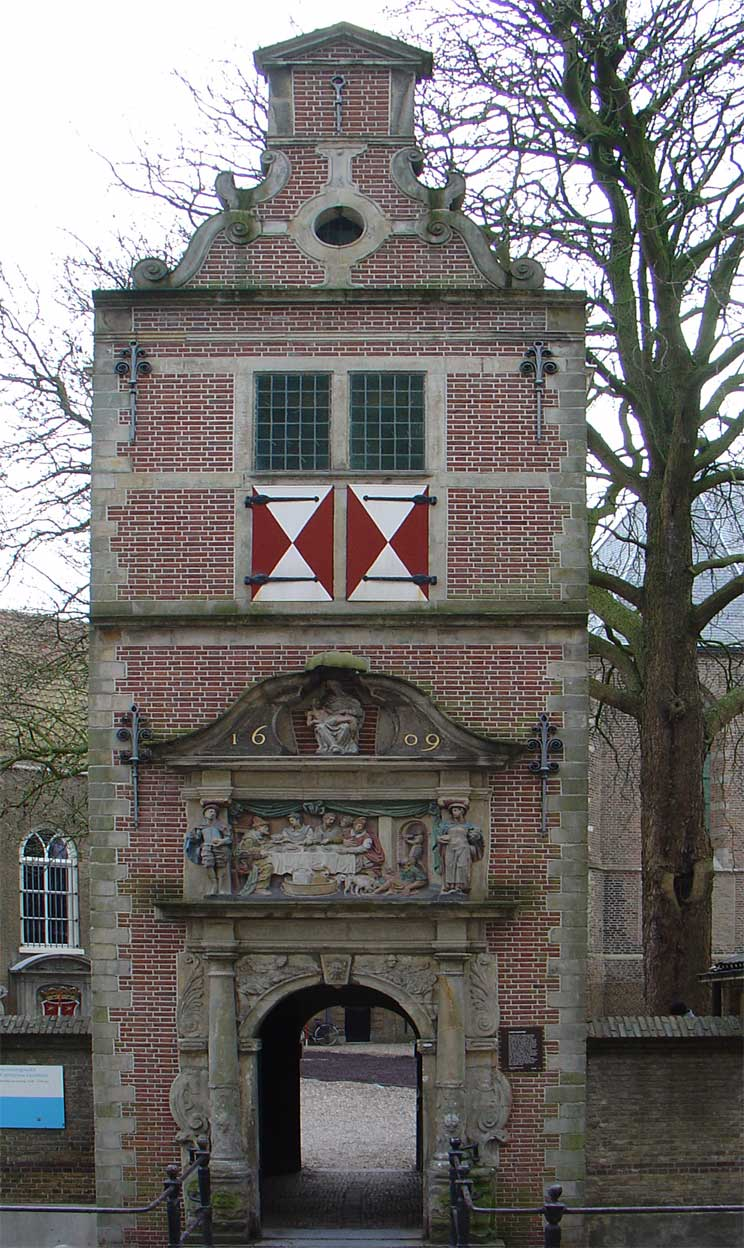
Lazaruspoortje (1609) gemaakt door Gregorius Cool, dient als toegang tot museum en de museumtuin
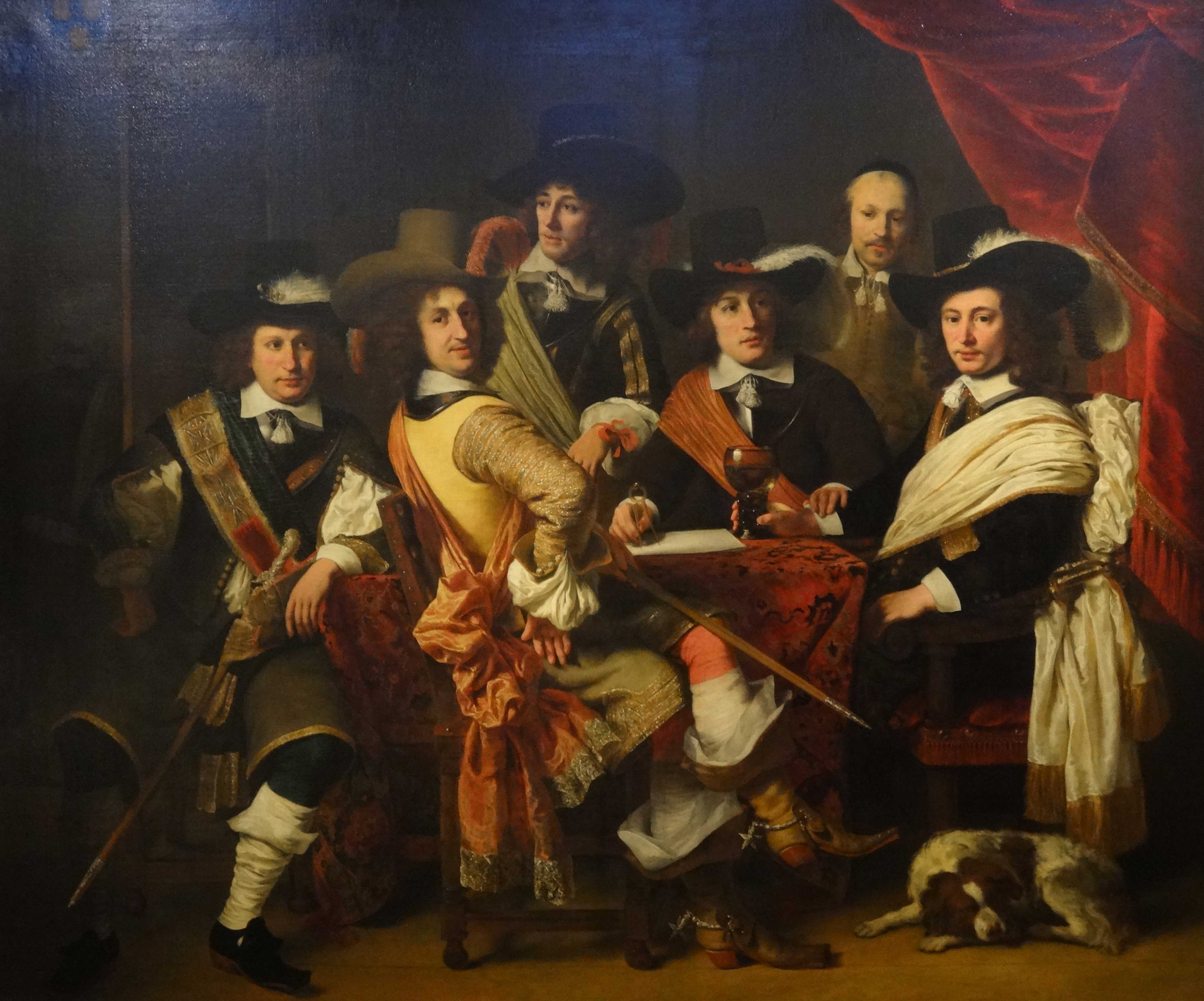
Schuttersstuk door Ferdinand Bol, schutterij onder leiding van kolonel Govert Suys